# Stadtkirche Biel

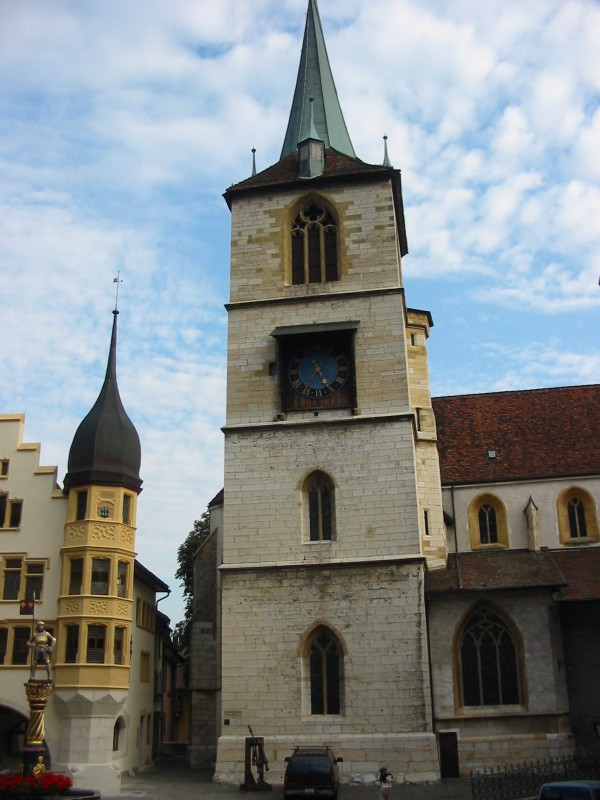
Stadtkirche Biel vom Ring aus gesehen

Die Stadtkirche Biel (ursprünglich St. Benedikt) ist die evangelisch-reformierte Hauptkirche der Stadt Biel/Bienne. Sie steht in der Altstadt, ist ein Kulturgut von nationaler Bedeutung und gehört zu den bedeutendsten spätgotischen Kirchen der Schweiz.

## Geschichte
Erste Erwähnung findet die Stadtkirche im Jahr 1228 im Lausanner Kartular. Die Stadt Biel gehörte kirchlich zum Bistum Lausanne, politisch hingegen zum Fürstbistum Basel. Die Kirche wurde dem Heiligen Benedikt von Nursia, der zugleich Stadtheiliger war, geweiht. Die zwei Vorgängerkirchen der heutigen Stadtkirche aus romanischer und gotischer Zeit lassen sich durch Mauern und Werkstücke belegen – so findet sich unter dem heutigen Chor die ehemalige Sakristei in kryptaähnlicher Lage.

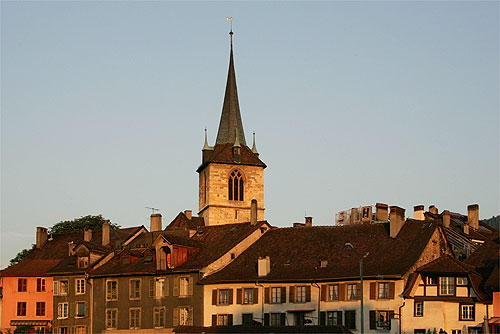
Turm der Stadtkirche von Osten

Mit dem Bau der heutigen Kirche wurde im Jahr 1451 unter dem Werkmeister Wenzlin (auch Wentzlin) begonnen. Die Grundsteinlegung fand im Bereich der Fundamente des Altarhauses am 23. April 1451 statt. Nach Wenzlins Tod 1465 übernahm ein zweiter, nicht namentlich bekannter Werkmeister die Bauleitung. Die Mauerreste der romanischen und gotischen Vorgängerbauten wurden im Zuge des Kirchenbaus zum Teil abgerissen oder aufgemauert. Der Bau wurde 1470 abgeschlossen.
Der Sockel des Kirchturms stammt noch von der Vorgängerkirche und wurde 1480 erhöht, damit die Glocken über das neue Dach des Langhauses auch im Südteil der Stadt weiterhin hörbar waren. Kurz vor Vollendung hatte sich der Turm am 14. Juli 1481 gespalten und ist mitsamt den Glocken und einem Arbeiter in die Tiefe gestürzt. Die Glocken wurden dabei nicht zerstört und auch der Arbeiter überlebte. Gemäss eines Chronisten sind „die gloggen warlich all gantz blibendt in aller Mass als ob sie nie herabgefallen“ und auch der „Zimmerknecht ward also lebent haruss gezogen, dz im kein glid gebrochen ward, allein dz linck achselbein war im uss der statt grücktt“.
1490 war der Turm wiederhergestellt. In den Jahren 1549 bis 1551 wurde der heutige Turmhelm mit seinen vier Ecktürmchen gebaut.
Laut einer überlieferten Jahrzeitstiftung waren in der Stadtkirche bis 1519 insgesamt dreizehn Altäre wie folgt geweiht: (1) St. Benedikt, (2) St. Georg, (3) St. Anton (oder Imer), (4) den Zwölf Aposteln, (5) St. Peter und Paul, (6) der Dreifaltigkeit, (7) St. Niklaus, (8) St. Laurentius, (9) St. Gregor, (10) St. Anna, (11) St. Valentin, (12) St. Ursus sowie (13) St. Martin.
Nach Einführung der Reformation in Biel im Jahr 1528 wurden alle Bilder und Altäre aus der Kirche entfernt.
1781–1783 wurde der Lettner im Chor entfernt und eine hölzerne Orgelempore errichtet. Heute erinnern nur noch die beiden kleinen Rundbogentüren in den Hochwänden des Mittelschiffs an die Zugänge zum Lettner.
Zwischen 1883 und 1885 erfolgte die Neugotisierung des Innern. Anstelle der hölzernen Orgelempore wurde der heutige Sandsteinlettner errichtet. Die neugotische Kanzel stammt aus dem Jahre 1884.
Eine umfangreiche Renovation der Stadtkirche erfolgte in den Jahren 1910–1912. Dabei kamen unter anderem wertvolle übertünchte Wandmalereien an verschiedenen Stellen zum Vorschein.

## Bau und Ausstattung

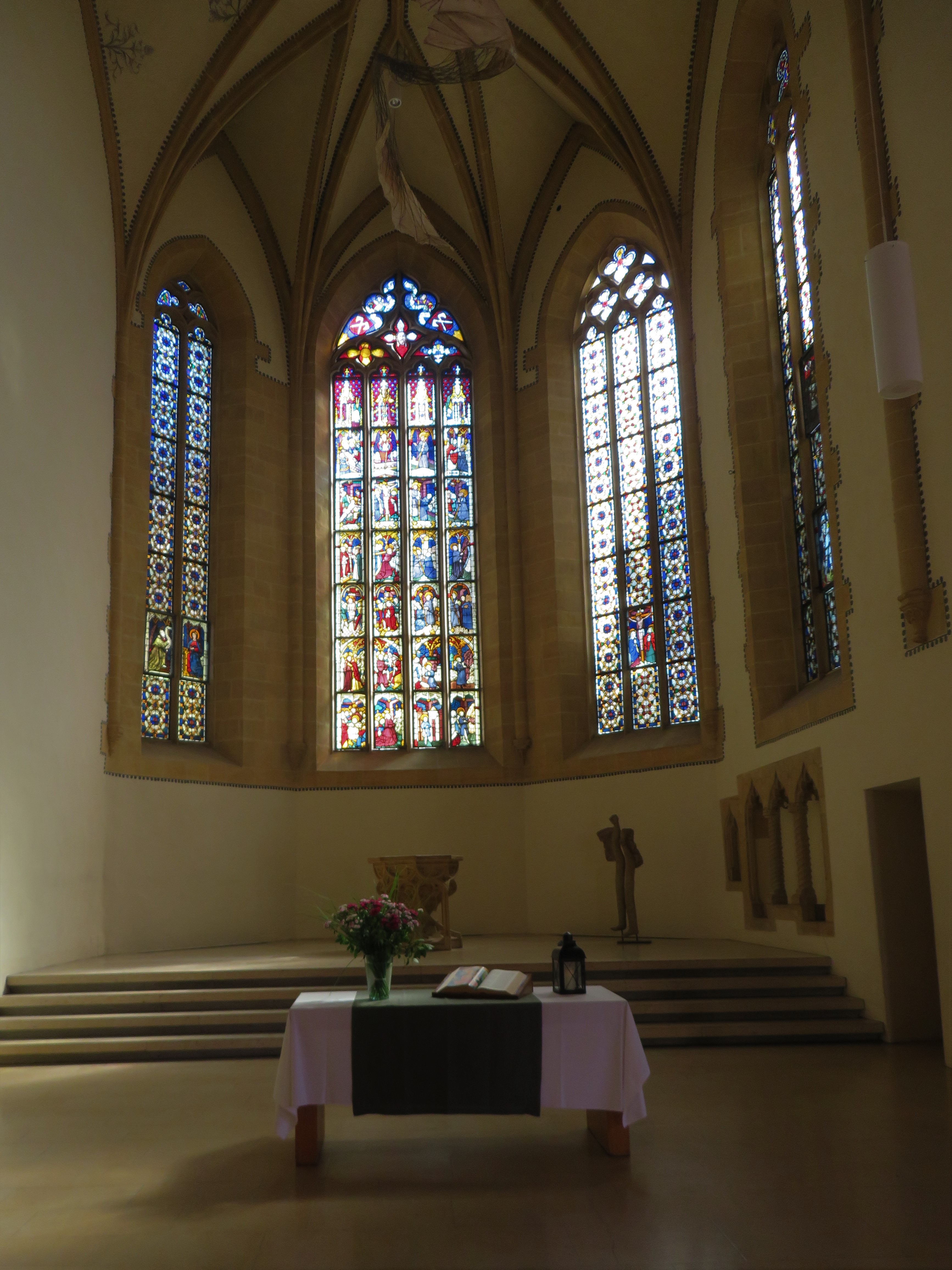
Chor der Stadtkirche mit den Chorfenstern von 1457

### Bau
Die spätgotische Stadtkirche besteht aus dem Haupt- sowie zwei Seitenschiffen, dem Polygonalchor und fünf Seitenkapellen. Die Kirche steht architektonisch in der Tradition der süddeutschen Bettelordensarchitektur.
Hauptschiff und Chor sind zusammen 36 Meter lang. Das Hauptschiff ist 7,5 Meter breit und 14 Meter hoch. Der Chorraum mit seinen hohen Spitzbogenfenstern war zunächst durch einen Lettner vom Langhaus getrennt. Der Lettner wurde 1781 beseitigt – vorhanden sind bis heute die beiden Rundbogentüren zur Lettnerbühne.
Aufgrund der begrenzten Terrainverhältnisse zwischen den Häusern der Altstadt und des am Rand gegen Süden abfallenden Tuffhügels, auf dem die Kirche steht, musste das nördliche Seitenschiff sowie die Westfront gegen das Kirchgässli hin abgeschrägt und das Westportal sowie das Rundfenster gegen Süden hin verschoben werden.

### Malerei
Von besonderer Bedeutung sind im Kircheninneren zum einen die Wandmalereien, insbesondere die Darstellung des Heiligen Benedikt am Eingang des Nordportals, das Fresko Schweißtuch der Heiligen Veronika in einer Nische im nördlichen Seitenschiff, eine Darstellung des Jüngsten Gerichts (Christus auf dem Regenbogen) im Hochschiff und eine Darstellung des Martyrium des Heiligen Sebastian im südlichen Seitenschiff.
Erwähnenswert sind ferner:
- Weihwasserausguss, Priesterdreisitz und Taufstein (1492) im Chorraum
- Glasmalereien im Mittelfenster des Chores (1457), gestiftet von der Stadt Biel, mit Darstellung der Leidensgeschichte Christi und Szenen aus dem Leben des Hl. Benedikt.

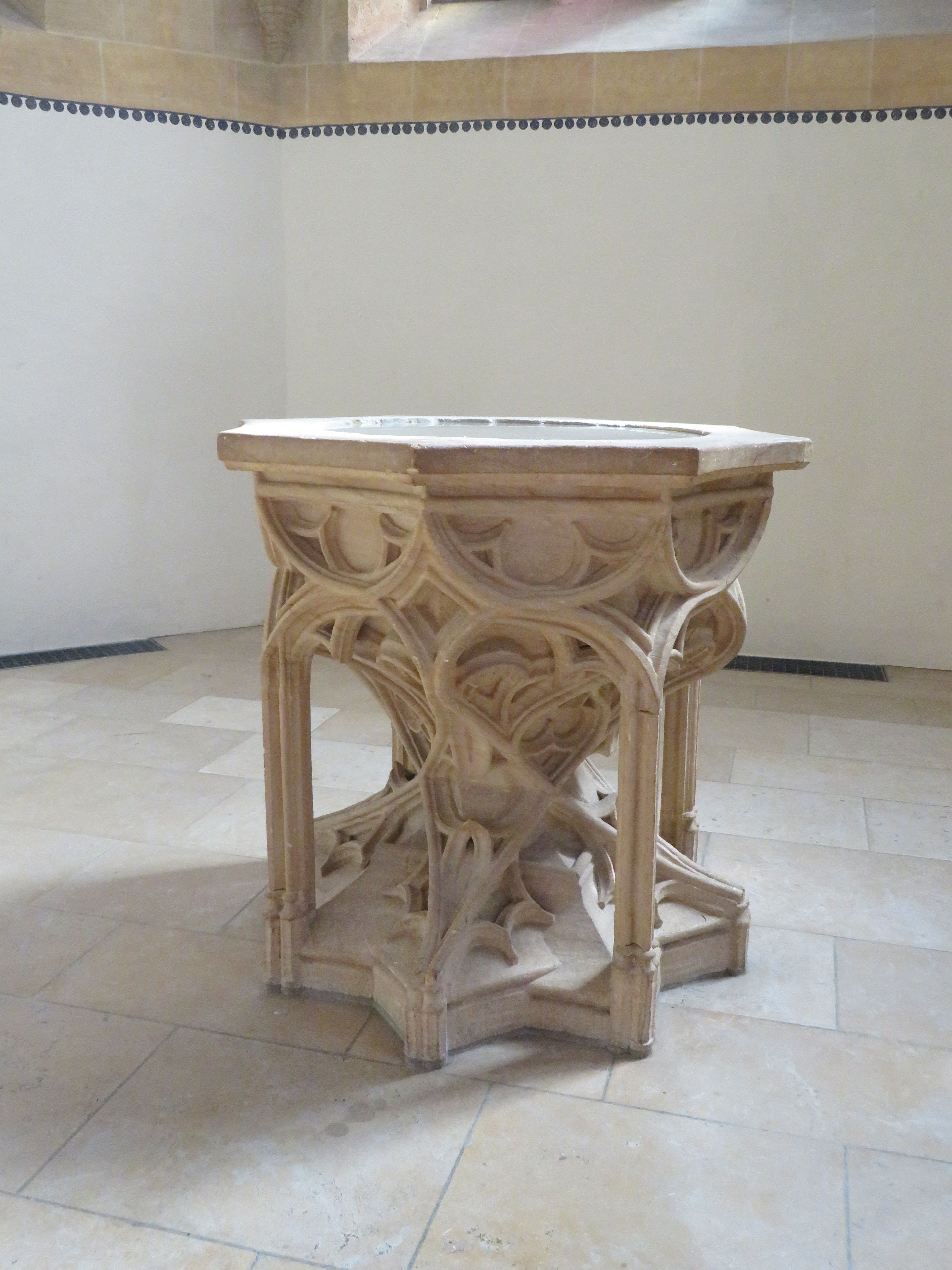
Taufstein von 1492

### Taufstein
Der reichgegliederte Taufstein ist ein Meistwerk spätgotischer Steinmetzkunst. Er wurde 1492 geschaffen. Sein Standort war zunächst die ursprüngliche Taufkapelle (erste Seitenkapelle von Westen am südlichen Seitenschiff). Heute steht er im Chor. Sein späteres Gegenstück aus dem Jahr 1498 – vermutlich vom selben Meister geschaffen – steht in der Kathedrale Freiburg und unterscheidet sich nur durch die figurale Dekoration.

### Orgeln

#### Hauptorgel

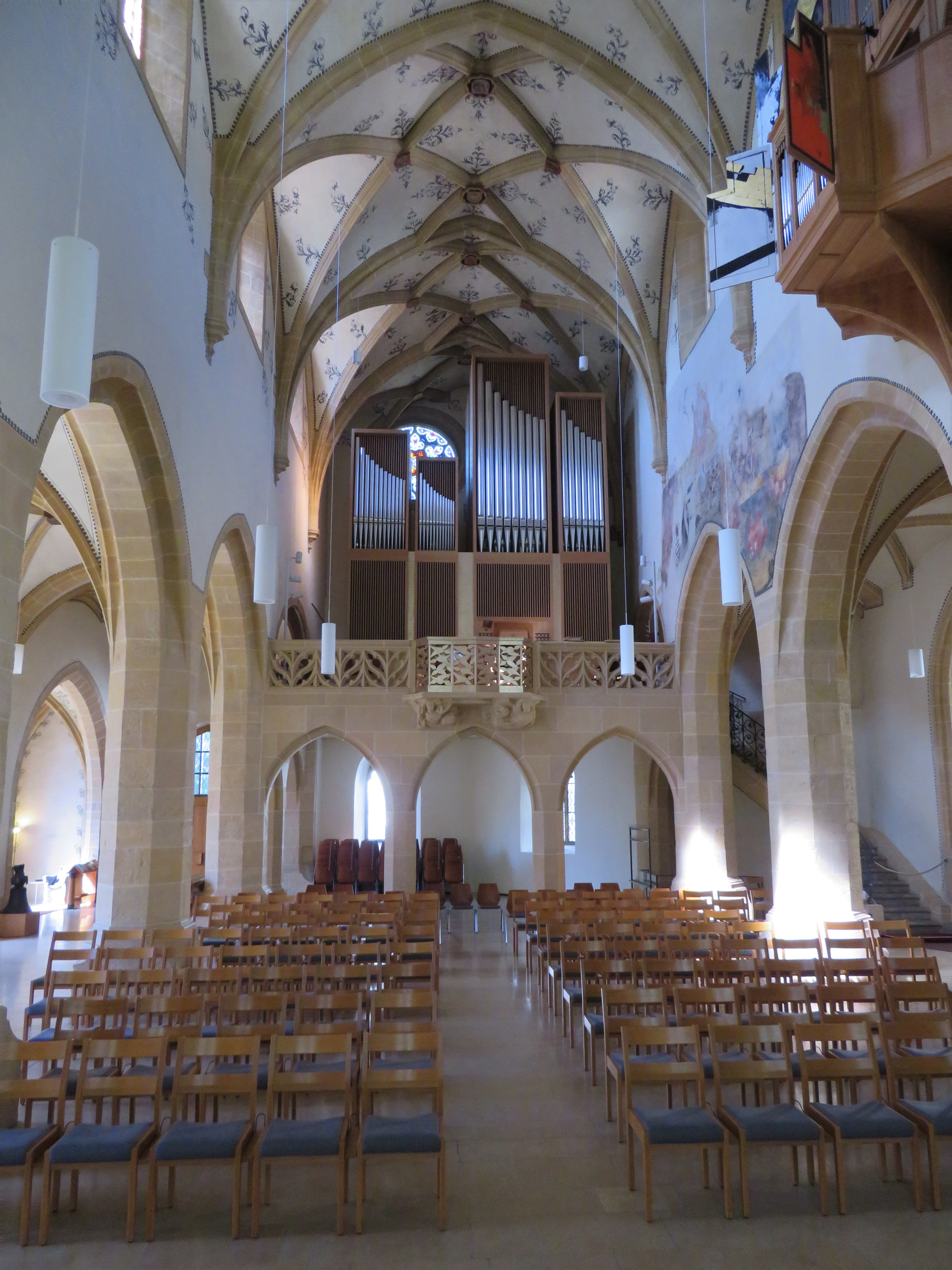
Blick zur Westempore mit der neuen Hauptorgel von 2011, rechts oben die Schwalbennestorgel

Auf der steinernen Westempore befand sich eine barocke Orgel, die 1783 von Jacques Besançon erbaut wurde. Das Instrument überstand das Erdbeben von 1855 und wurde 1943 totalsaniert. Letzteres kam einem Neubau gleich; die Orgel verfügte zu diesem Zeitpunkt über 55 Register, die sich auf drei Manuale und Pedal verteilten. Nach einer Erweiterung 1956 wurde das Werk im Jahr 2011 ersetzt.
Die heutige Hauptorgel wurde von der Orgelbaufirma Metzler (Dietikon) im Jahr 2011 fertiggestellt. Eine Besonderheit ist das vierte Manualwerk, ein winddynamisches Werk. Damit ist die Hauptorgel der Stadtkirche Biel die weltweit erste Grossorgel, die über ein winddynamisches Werk verfügt.
Die Orgel hat insgesamt 51 Register, davon ein extendiertes Register und eine Transmission, auf vier Manualwerken und Pedal.
| I Hauptwerk C–g3 |                  |       |
| 1.               | Praestant        | 16′   |
| 2.               | Octave           | 8′    |
| 3.               | Viola            | 8′    |
| 4.               | Flûte harmonique | 8′    |
| 5.               | Hohlflöte        | 8′    |
| 6.               | Octave           | 4′    |
| 7.               | Spitzflöte       | 4′    |
| 8.               | Quinte           | 2 ⁄3′ |
| 9.               | Superoctave      | 2′    |
| 10.              | Cornet V         | 8′    |
| 11.              | Mixtur IV        | 1 ⁄3′ |
| 12.              | Fagott           | 16′   |
| 13.              | Trompete         | 8′    |

| II Positiv C–g3 |                |       |
| 14.             | Quintade       | 8′    |
| 15.             | Rohrflöte      | 8′    |
| 16.             | Principal      | 4′    |
| 17.             | Gemshorn       | 4′    |
| 18.             | Kleingedackt   | 4′    |
| 19.             | Sesquialter II | 2 ⁄3′ |
| 20.             | Octave         | 2′    |
| 21.             | Larigot        | 1 ⁄3′ |
| 22.             | Scharf IV      | 1′    |
| 23.             | Dulcian        | 8′    |
|                 | Tremulant      |       |

| III Schwellwerk C–g3 |                      |        |
| 24.                  | Gedackt              | 16′    |
| 25.                  | Principal            | 8′     |
| 26.                  | Gambe                | 8′     |
| 27.                  | Voix céleste         | 8′     |
| 28.                  | Holzflöte            | 8′     |
| 29.                  | Principal            | 4′     |
| 30.                  | Traversflöte         | 4′     |
| 31.                  | Nasard               | 2 ⁄3′  |
| 32.                  | Waldflöte            | 2′     |
| 33.                  | Terz                 | 1 3⁄5′ |
| 34.                  | Sifflet              | 1′     |
| 35.                  | Trompette harmonique | 8′     |
| 36.                  | Oboe                 | 8′     |
| 37.                  | Clairon              | 4′     |
|                      | Tremulant            |        |

| IV Winddynamisches Werk F–f2 |           |        |
| 38.                          | Flauto    | 8′     |
| 39.                          | Octave    | 4′     |
| 40.                          | Quintade  | 2 ⁄3′  |
| 41.                          | Terzade   | 1 3⁄5′ |
| 42.                          | Windharfe | 4′     |

| Pedalwerk C–f1 |                      |     |
| 43.            | Subbass (aus Nr. 45) | 32′ |
| 44.            | Holzprincipal        | 16′ |
| 45.            | Subbass              | 16′ |
| 46.            | Octavbass            | 8′  |
| 47.            | Viola (= Nr. 3)      | 8′  |
| 48.            | Choralbass           | 4′  |
| 49.            | Rauschpfeife IV      | 2′  |
| 50.            | Posaune              | 16′ |
| 51.            | Trompete             | 8′  |

- Koppeln: II/I, III/I, III/II, I/P, II/P, III/P

#### Schwalbennestorgel
An der Nordwand des Hochschiffs befindet sich eine Schwalbennestorgel, die 1994 von Metzler Orgelbau (Dietikon) gebaut wurde. An selbiger Stelle befand sich schon zu Beginn des 16. Jahrhunderts eine Schwalbennestorgel, erbaut 1517 von Hans Tugi, die 1527 im Zug der Reformationswirren zerstört wurde. Das heutige Instrument hat neun Register auf Rückpositiv (FGAB–g2a2: Gedackt 8′, Principal 4′) und Manualwerk (CDEFGAB–g2a2: Praestant 8′, Coppel 8′, Octave 4′, Waldflöte 2′, Mixtur IV, Sesquialtera II, Regal 8′). Das Pedal (CDEFGAB–c1) ist an das Manualwerk angehängt. Ausgestattet ist das Instrument mit einem Tremulanten sowie den Effektregistern Vogelgesang, Zimbelglöcklein sowie mit einer Kalkantenglocke. Es ist mitteltönig gestimmt und ist insbesondere für die Darbietung von Orgelmusik der Spätgotik, der Renaissance und des Frühbarocks angelegt. Die bemalten Flügeltüren waren 1995 fertiggestellt.

#### Chororgel
Im Jahr 2003 schuf Peter Kraul in Zusammenarbeit mit der Berner Hochschule der Künste eine experimentelle Chororgel, die über fünf Register verfügt (Principal 8′, Gedackt 8′, Flöte 4′, Quinte 2 2⁄3′, Terz 1 3⁄5′, Windharfe).

### Glocken

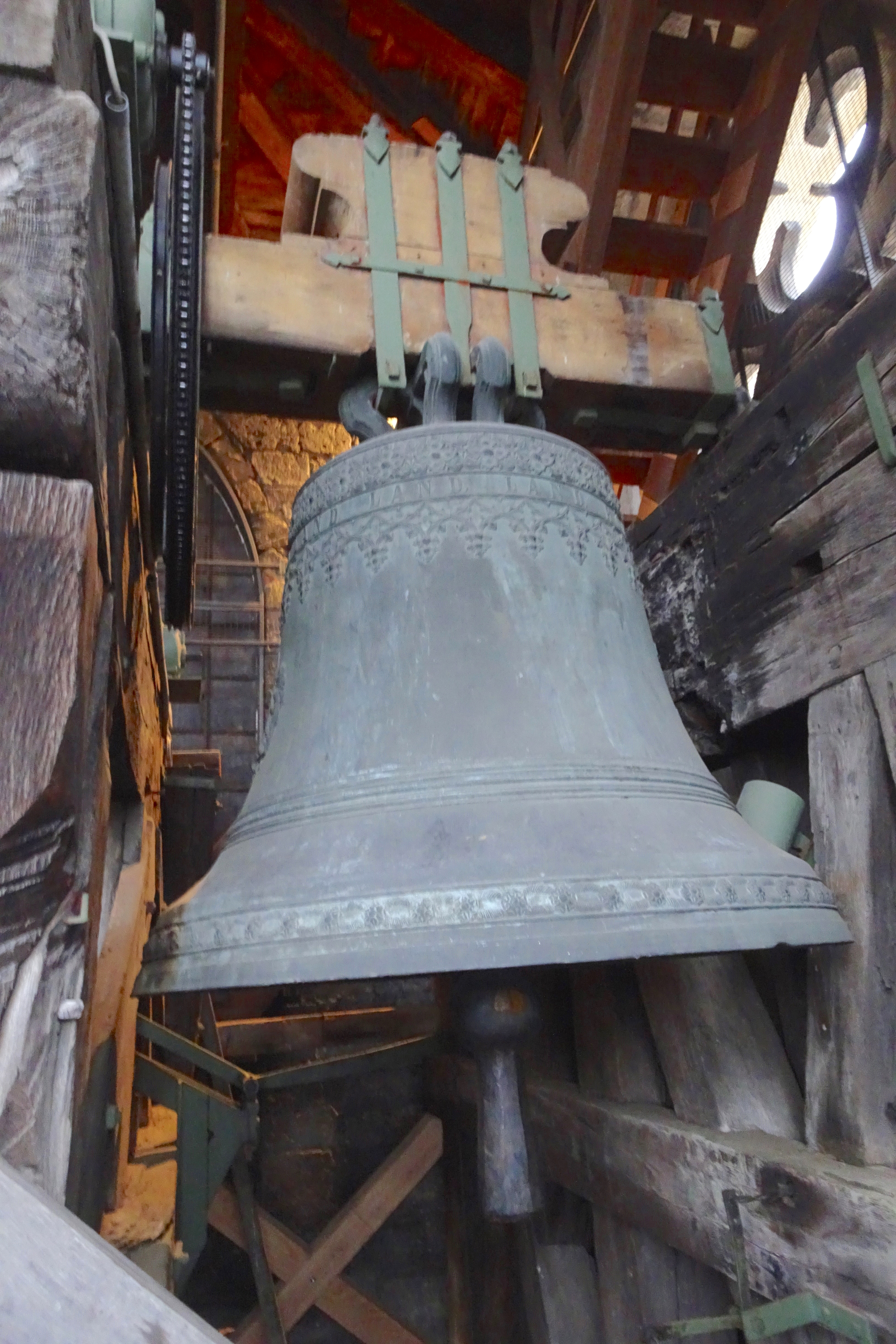
Glocke von 1882 (1450 kg, Schlagton dis') mit der Inschrift «O Land, Land, Land, höre des Herrn Wort» im Turm der Stadtkirche Biel

Im Glockenstuhl des Turms hängen heute fünf Glocken. Sie wurden allesamt von der Giesserei H. Rüetschi (Aarau) gegossen. Das Geläute stammt grösstenteils aus dem Jahr 1882. Nachdem die beiden ehemaligen kleinsten Glocken von 1882 an kriegsgeschädigte Gemeinden im Elsass verschenkt worden waren, wurde das Geläute nach dem Zweiten Weltkrieg (1947 und 1955) mit zwei neuen Glocken ergänzt.
| Nr. | Schlagton | Gewicht | Gussjahr | Glockeninschrift                                                                |
| --- | --------- | ------- | -------- | ------------------------------------------------------------------------------- |
| 1   | h°        | 2850 kg | 1882     | «Ehre sei Gott in der Höhe» (Lk 2,14)                                           |
| 2   | cis'      | 2050 kg | 1955     | «Dein Reich komme. Dein Wille geschehe auf Erden wie im Himmel» (Mt 6,10)       |
| 3   | dis'      | 1450 kg | 1882     | «O Land, Land, Land, höre des Herrn Wort» (Jer 22,29)                           |
| 4   | fis'      | 860 kg  | 1882     | «Darum ist noch eine Ruhe vorhanden dem Volke Gottes» (Hebr 4,9)                |
| 5   | gis'      | 540 kg  | 1947     | «Wo der Herr nicht die Stadt behütet, so wachet der Wächter umsonst» (Ps 127,1) |